# AC 리베르타스
AC 리베르타스(이탈리아어: AC Libertas)는 보르고마조레를 연고로 하는 산마리노의 축구 클럽이다. 현재는 캄피오나토 산마리노 디 칼초에 참가하고 있다.

## 성적
- 캄피오나토 산마리노 디 칼초 1회 우승 (1995-96)
- 코파 티타노 11회 우승 (1937, 1950, 1954, 1958, 1959, 1961, 1987, 1989, 1991, 2006, 2014)
- 산마리노 연방 트로피 4회 우승 (1989, 1992, 1996, 2014)